# Smilisca dentata
Espèce
Synonymes
- Pternohyla dentata Smith, 1957

Statut de conservation UICN

 EN B1ab(iii)+2ab(iii) : En danger
Smilisca dentata est une espèce d'amphibiens de la famille des Hylidae.

## Répartition
Cette espèce est endémique du Mexique. Elle se rencontre de 1 800 à 1 900 m d'altitude dans les États de Jalisco et d'Aguascalientes,. 

## Publication originale
- Smith, 1957 : A new casque-headed frog (Pternohyla) from Mexico. Herpetologica, vol. 13, no 1, p. 1-4.